# Pedro López
Pedro López (* 8. října 1948, Santa Isabel, Kolumbie) je kolumbijský sériový vrah, který znásilňoval a vraždil mladé dívky na území Jižní Ameriky.
V Ekvádoru byl obviněn ze 110 vražd, k dalším 240 vraždám se přiznal na území Peru a Kolumbie. Pedro sám přivedl ekvádorskou policii k 53 hrobům svých obětí – všechno byly dívky od devíti do dvanácti let. Roku 1999 byl deportován do Kolumbie, odkud dvakrát utekl ze strachu z trestu smrti. Dle některých svědků se skrývá v horách mezi Ekvádorem a Kolumbií, ovšem několik let nejsou o Lópezovi nové zprávy. V okolí nebyl zjištěn nárůst pohřešovaných dívek. Není vyloučeno, že byl zabit pozůstalým některé z četných obětí.